# Todd Howard
Todd Howard er en amerikansk spildesigner, instruktør og producer. Han er ansat på Bethesda Game Studios, hvor han har stået for udviklingen af serierne Fallout og The Elder Scrolls.